# 현정주
현정주(한국 한자: 玄正柱, 1899년 1월 2일 ~ 1970년 6월 11일)는 대한민국의 체육인이다. 제7대 국회의원을 지내기도 했다.

## 가계
그의 가계는 연주(延州) 현씨 찬성공파(贊成公派)에 속하며, 그의 부친은 대한제국 근대화 및 중립외교의 주역이었고 상해 임시정부 평정관(評定官) 을 지낸, 고종황제(高宗皇帝)의 최측근이자 독립운동가였던 현상건(玄尙健, 1875-1926)이고, 조부는 동래(東萊) 감리(監理) 겸 정3품 동래 부윤(府尹; 현 부산광역시장)을 역임하였으며, 종2품 가선대부 (嘉善大夫)를 추서받은 현명운 (玄明運 1845-1902)이다.

## 활동
어린 시절 육상 선수 및 축구 선수로 활약했으며, 1923년과 1925년에는 중국 육상 대표 선수로 극동경기에 참가하기도 했다. 국내에서는 조선 축구단의 선수로 1926년 일본원정에 참여하기도 했고 1935년에는 경성 축구단과 조선 대표팀인 전경성축구단의 감독직을 맡았으며, 이후 중국으로 건너가 1936년 베를린 올림픽의 중국대표단임원직을, 1945년에는 상하이 축구협회의 부회장직을 맡았다. 해방 이후에는 한국에 돌아와서 올림픽 위원장 및 아시아경기 연맹 평의원과 대한축구협회 회장 등 체육계에서 활발히 활동하였고 대한민국 제7대 국회의원으로도 당선되며 정치계에서도 활동을 이어 갔다. 이후 서울 자택에서 위암으로 인해서 세상을 떠나게 되었다.

## 역대 선거 결과
| 실시년도 | 선거  | 대수 | 직책     | 선거구 | 정당       | 득표수      | 득표율         | 순위        | 당락 | 비고 |
| -------- | ----- | ---- | -------- | ------ | ---------- | ----------- | -------------- | ----------- | ---- | ---- |
| 1967년   | 총선  | 7대  | 국회의원 | 전국구 | 민주공화당 | 5,494,922표 | \| \| 50.6% \| | 전국구 28번 |      | 초선 |
|          | 50.6% |      |          |        |            |             |                |             |      |      |